# Gracie Carvalho
Gracie Carvalho (São José dos Campos, 23 de julho de 1990) é uma modelo brasileira, que tornou-se uma das modelos da grife Victoria's Secret e fotografou para o Calendário Pirelli.

## Carreira
Em 2007 Gracie Carvalho assinou com Way Management no Brasil.
Em 2008, ela desfilou na semana da moda do outono no Rio e São Paulo, onde foi recordista de desfiles. Estave na capa do L'Officiel Brasil, apareceu em editorial para Elle Brazil e Vogue Brasil e Assinou com a Marilyn Agency em Nova York.
Em 2009, ela  apareceu na campanha publicitária de Primavera para Express, ela desfilou shows de outono para Carolina Herrera, 3.1 Phillip Lim, Vera Wang, BCXBG Max Azria e Ralph Lauren em Nova York,Em Paris ela desfilou shows de outono para Stella McCartney, Viktor & Rolf, Giambattista Valli, Kris van Assche e Givenchy, ela fotografou a campanha publicitária de outono para DKNY Jeans, ela apareceu em um editorial para Teen Vogue e ela desfilou nos shows da primavera para Kenzo, BCBG Max Azria, Burberry, Anna Sui e Karl Lagerfeld em Londres, Nova York e Paris.
Desfilou também nos Shows Resort de Jason Wu, Diane Von Furstenberg e Miu Miu .
Em 2010, ela renovou seu contrato com a DKNY, e desfilou os shows de outono para Halston, Ralph Lauren, DKNY, Lela Rose e Diane von Furstenberg em Nova York, ela apareceu em um editorial para Allure, ela estava na capa de Hercules, ela apareceu Em um editorial para British Elle e ela se tornou um dos rostos para Tommy Hilfiger.
Em 2011, ela apareceu em campanhas publicitárias para Tommy Hilfiger, ela estava em editoriais para a Vogue Espanha e Vogue Brasil e ela estava na capa da Unit Magazine e Desfilou para BluMarine e Participou do Monange Dream Fashion Tour.
Em 2012, ela apareceu em campanhas publicitárias para Tommy Hilfiger, Victoria's Secret, J.crew.
Em 2013, apareceu em campanhas publicitárias para a Victoria's Secret, Clarks, J.crew e Next, apareceu em editoriais para Allure Magazine, Vogue Brasil, Vogue Thailand e Glamour US. Desfilou para a BlueMan no Elle Summer Preview.
Em 2014, ela apareceu em editoriais para IO Donna e Harper's Bazaar UK,Nas Campanhas Dumond, Clarks, Next, Além da Grife H&M.
Mais recentemente, em 2015, Gracie Carvalho estava em uma campanha publicitária para C & A, ela estava em editoriais para Cosmopolitan e W Magazine e caminhou por Colcci e Ellus.

Seus livros de aparência incluem o livro de look de 2011 para J. Crew e o livro de 2013 para Victoria's Secret.